# Makedonie (region)

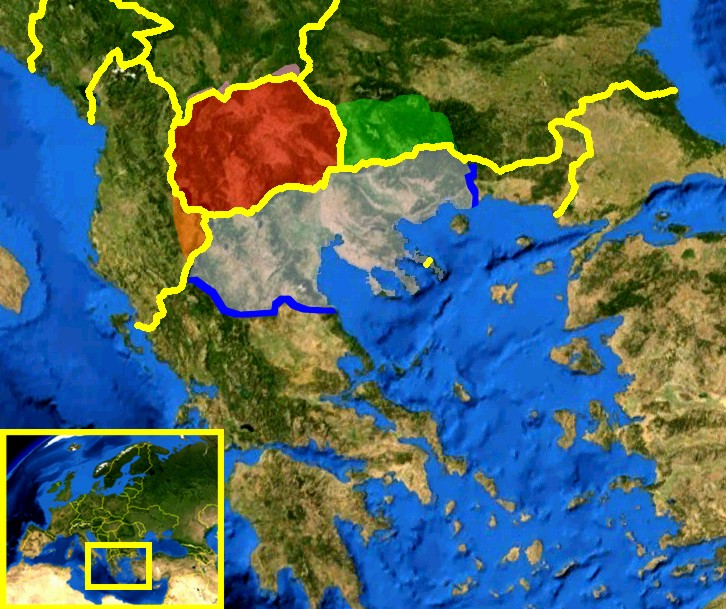
- Egejská Makedonie (Řecko): 49,7 % území regionu Řecká Makedonie (člení se do tří admin. oblastí: Západní, Střední a Východní Makedonie)
- Vardarská Makedonie (Severní Makedonie): 37,4 % území regionu Severní Makedonie
- Pirinská Makedonie(Bulharsko): 9,9 % území regionu Blagoevgradská oblast
- Preševo, Bujanovac a Prohor Pčinjski (Srbsko) : 1,5 % území oblasti
- Mala Prespa a Golo Bardo (Albánie) : 1,2 % území oblasti

Makedonie je geografické území s proměnlivým rozsahem rozdělené dnes mezi řeckou Makedonii (49,7 %), Severní Makedonii (37,4 %) a bulharskou Pirinskou Makedonii (9,9 %). Na jihu v oblasti Olympského masivu sousedila s Thessalií, na jihozápadě s Epirem, na západě s Illyrií, na východě s Thrákií.

## Historický přehled

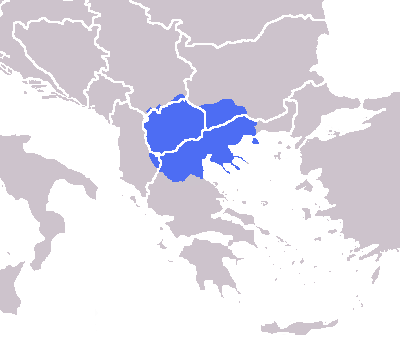
Dnešní rozdělené území Makedonie

Starověcí Makedoňané byli svým původem pravděpodobně příbuzní Řekům, pocházeli ze tzv. severořeckých kmenů jakými byli také Epiróti a mluvili severním dialektem starořečtiny. Od jižních Řeků, s nimiž přišli Makedonci do pevného styku v průběhu 6. stol. př. n. l. převzali kulturu a také aténskou, attickou řečtinu, která později nahradila původní severořecký dialekt. Na přelomu 6. a 5. stol. př. n. l. Makedonii dočasně ovládla Perská říše.
Za vlády krále Archeála došlo k rozvoji měst a obchodu v jinak doposud zaostalé zemi orientující se na těžbu dřeva, zlata a stříbra a na zemědělství. Toto období je také počátkem silného řeckého kulturního a politického vlivu na Makedonii a makedonskou šlechtu (hetairoi).
Makedonský král Filip II., vládnoucí v letech 359 až 336 př. n. l., reorganizoval makedonskou politickou správu a armádu. Po vojenském střetnutí a vítězství nad athénským a thébským městským státem vytvořil Filip II. tzv. korintský spolek, začleňující téměř všechny řecké městské státy a Makedonii do jednoho svazku. Filipův následník Alexandr Veliký rozšířil makedonské území o své ohromné výboje do Egypta a Asie, kde porazil Perskou říši. Brzy nato po smrti Alexandra svá nová území Makedonie zase ztratila. V průběhu makedonských válek válčili makedonští králové proti Římské říši a římským spojencům v Řecku. V roce 148 př. n. l. se Makedonie stala římskou provincií.
/Ukázka z autentického dopisu Alexandra Velikého Makedonského svému učiteli Aristotelu: „Střízlivá pravda je, že naše Makedonie, jakžtakž spojená s Řeckem, byla tehdy od severu stále ohrožována těmi barbary Thráky; mohli by nás napadnout v nevhodné chvíli, jíž by pak Řekové využili k tomu, aby zrušili své smlouvy a odtrhli se od Makedonie. Prostě bylo nutno pokořit Thrákii, aby Makedonie měla krytý bok v případě řecké zrady.“/
Ve středověku Makedonie tvořila jednu z centrálních částí Byzantské říše, svůj význam měla především Soluň (odkud také pocházeli sv. Cyril a Metoděj. V 6. století n. l. se v Makedonií usazují Slované, kteří se tady stali majoritním obyvatelstvem, na rozdíl od jižního Řecka, kde se je podařilo eliminovat. Řekové v Makedonii zůstali především na jihu, čili v Soluni, Chalkidiki a některých pobřežních oblastech. Slovanské obyvatelstvo, které se identifikovalo většinou buď jako bulharské nebo částečně jako srbské, osídlilo naprostou většinu území. Románsky mluvící skupiny obyvatelstva a Albánci se drželi hlavně v málo obydlených oblastech, zřejmě hlavně jako horští pastevci.
O nadvládu v oblasti již od 7. století bojoval Bulharský chanát (a později Bulharské carství) proti Byzantské říši. Později některé severozápadní oblasti připojila Raška a ve 14. století velkou většinu regionu ovládla Srbská říše Dušana Silného. Během osmanské nadvlády přibyly další národnosti jako Turci, Arméni či Židé.
Na sklonku nadvlády Osmanské říše, v poslední čtvrtině 19. století, probíhala v Makedonii teprve národnostní sebeidentifikace. Podle tureckých pramenů žilo tehdy v soluňském vilájetu, bitolském vilájetu a skopském sandžaku asi 2,5 milionu lidí. Ti byli z 52 % Slované, z 22 % Turci, z 10 % Řekové, z 5,5 % Albánci, z 3,5 % Arumuni (dříve zvaní také jako Valaši, Kucovlaši či Makedorumuni) a 3 % Židů. Na ostatní národnosti a etnické skupiny zbývala 4 %. Mezi nimi na prvním místě Cikáni (Romové), dalšími národnostmi byli Arméni a různé turkotatarské národnosti. Pro nároky Řeků tato čísla znamenala jen velmi špatný argument, proto si ve snaze vylepšit svou nepříznivou bilanci ve svůj prospěch účelově vypomáhali tím, že označovali Slovany za „slovanofonní“, či též bulharofonní“ Řeky, čili za Řeky, kteří se poslovanštili. Tuto konstrukci pak s úspěchem uplatnovali při násilném pořečťování dobytého území. „Podobné konstrukce však působily násilně, neboť Slované a Řekové se jasně vymezovali růzností jazyka. Mnohem komplikovanější byl spor mezi Bulharskem a Srbskem o charakter slovanského obyvatelstva, tedy o oněch 52% slovanských obyvatel Makedonie. Zde jazykové kritérium neplatilo: při blízkosti srbštiny a bulharštiny, které jsou vzájemně srozumitelné, totiž tvořil jazyk makedonských Slovanu přirozený přechod mezi nimi, přičemž dialekty na severu při hranici se Srbskem měly blíže k srbštině, na východě (při bulharské hranici) zase k bulharštině.“
Největší snahu osvobodit území Makedonie z područí Osmanů měli Bulhaři (resp. Makedonci identifikující se s bulharskou národností), ve snaze připojit se k Bulharskému knížectví vyvolali Razložsko-kresenské povstání, založili Vnitřní makedonsko-odrinskou revoluční organizaci a v roce 1903 se vzbouřili v Ilindensko-preobraženském povstání. Po potlačení povstání musela značná část Bulharů z Thrákie a i část bulharsky cítících Makedonců uprchnout na území Bulharska.
V průběhu Balkánských válek v letech 1912–1913 byla Makedonie rozdělena mezi Řecko (Egejská Makedonie), Srbsko (Vardarská Makedonie – dnešní Severní Makedonie) a Bulharsko (Pirinská Makedonie – zhruba dnešní Blagoevgradská oblast). V této době Řecko podepsalo výměnu obyvatelstva s Bulharskem, tedy většina Slovanů řeckou Makedonii opustilo, a osídlili ji především Řekové z Malé Asie.